# イスタンブール運河

イスタンブール運河の計画経路

イスタンブール運河（イスタンブールうんが、トルコ語:Kanal İstanbul）は、トルコで建設中の運河である。ボスポラス海峡と並行して、イスタンブールのヨーロッパ側を2分する形で運河を建設して黒海とマルマラ海を結ぶ。
延長約45km、幅275メートル、深さ20.75メートル。目的は、並行するボスポラス海峡の混雑緩和が目的だが、反対意見も多く、国論を二分している。総工費は150億ドル。完成は、6年後と予定されているので、2027年の見込み。2021年6月に、エルドアン大統領が列席して運河に掛かる橋の起工式が行われた。

## 反対意見
Arab Newsが2019年12月29日に伝えたところに依ると、野党のイスタンブール市長であるエクレム・イマモールは、環境に壊滅的な影響を与え、多額の建設資金も調達が困難になると指摘したという。環境アナリストのヨルク・イシクも、今建設計画が事前の環境調査をクリアしているのかどうか不明だという。
トルコのイルカー・バスバグ元参謀長は運河計画を批判し、もっとも周辺諸国が懸念しているのは、この運河がモントルー条約を脅かす可能性である。この条約は、1936年に調印されたもので、トルコがボスポラス・ダーダネルス海峡を管理し、この戦略的水路への軍艦のアクセスを制限するというものである。この条約は平時に民間の船は、その海峡を自由に航行できるが、軍艦にはこれを制限している。ただし、これは自然の水路であるボスポラス・ダーダネルス海峡についてのことで、人工の運河については言及がない。従って、人工の運河は軍事艦船の通行に支障がないという理屈も可能になる。その為、この運河が完成すれば、トルコとロシアの間で深刻な軍事的な緊張が深まるという懸念があるという。